# Dù dì nâu
Bubo coromandus là một loài chim trong họ Strigidae.

## Hình ảnh

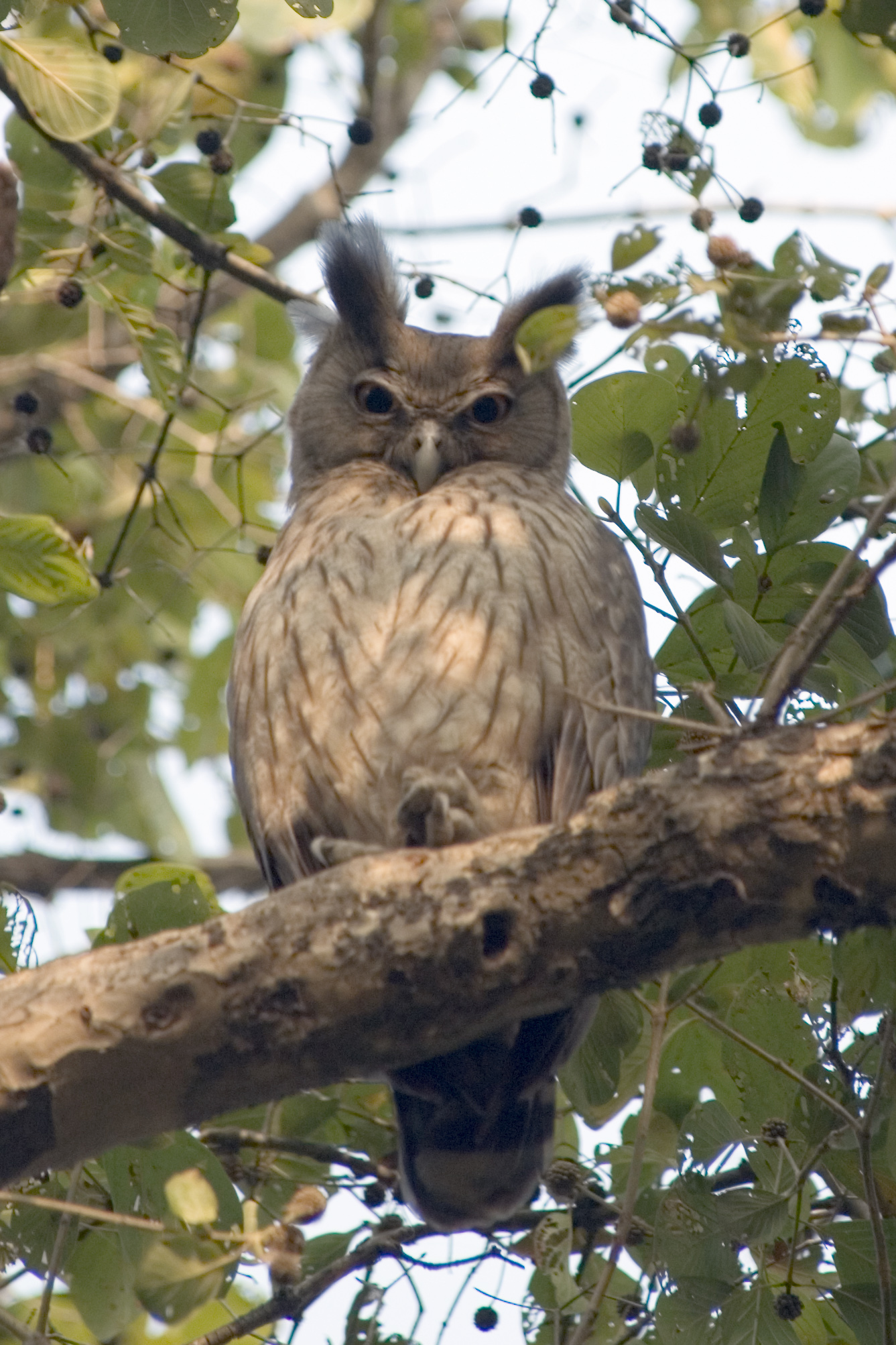
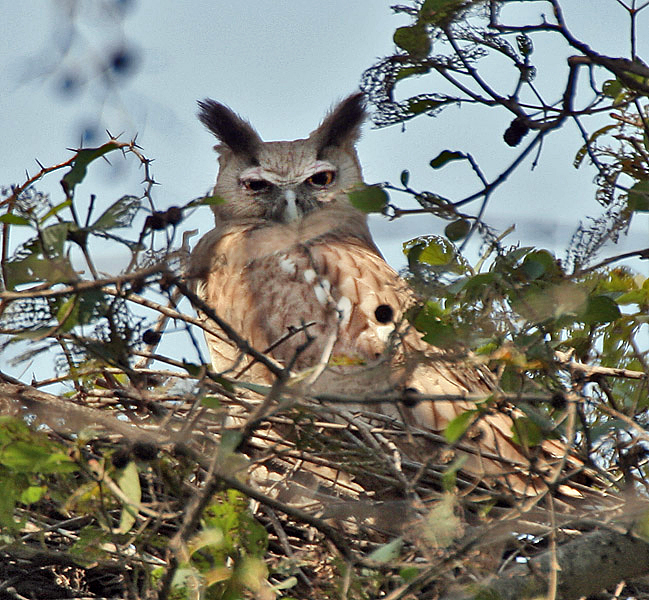
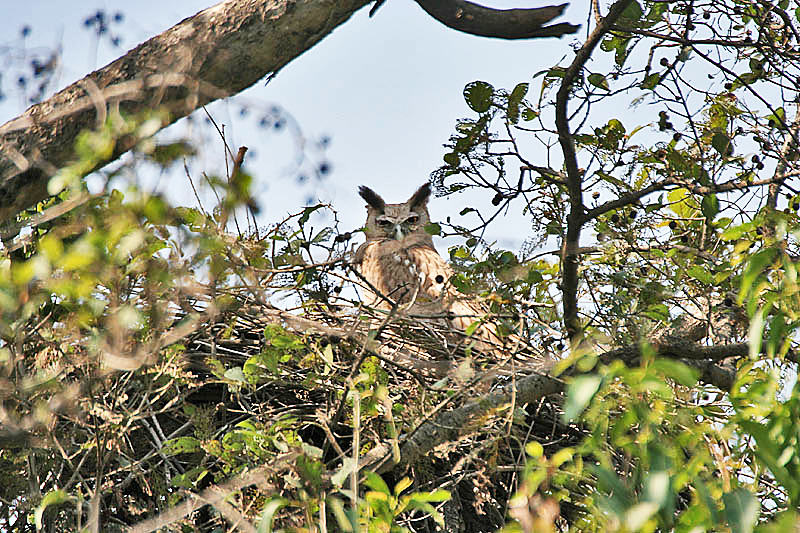